# Nasir Khamees
Nasir Khamees Mubarak (2 agosto 1965) è un ex calciatore emiratino, di ruolo centrocampista.